# Cyclinella producta
Cyclinella producta is een tweekleppigensoort uit de familie van de Veneridae. De wetenschappelijke naam van de soort is voor het eerst geldig gepubliceerd in 1856 door Carpenter.